# Illa de Basse-Terre

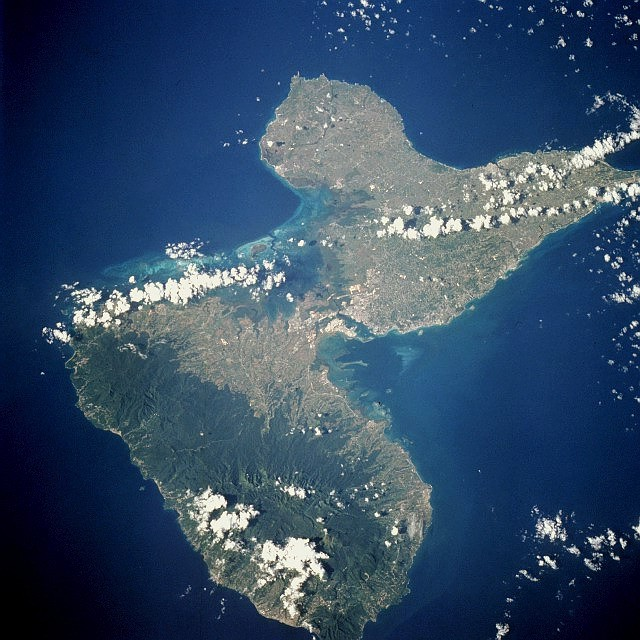
Grup principal de l'arxipèlag de Guadalupe

Basse-Terre és l'illa occidental de les dues més grans del departament d'ultramar francès de Guadalupe al Mar Carib. Està separada de la seva germana menor Grande-Terre per un estret canal anomenat Rivière Salée. Fou anomenada pels kali'na Karukera, però els espanyols li donaren el nom actual en honor de la verge del famós monestir extremeny.
Té una superfície de 848 km² i una població de 186.661 habitants en 2006. És una illa volcànica tenint fins i tot actiu el volcà La Grande Soufrière, és de clima tropical, on es poden registrar intenses precipitacions. El seu nom prové del vocabulari de Marina usat en el segle xvii, usat per a designar al litoral que es troba protegit dels vents en oposició a la paraula Capesterre. La principal localitat i capital de departament i regió francesa és la ciutat de Basse-Terre que es troba al sud de l'illa, al sud-oest del volcà Soufrière.

## Llista de municipis de Basse-Terre
| Rang | Municipi             | Pop. (2006) | Superfície(km²) | Densitat |
| ---- | -------------------- | ----------- | --------------- | -------- |
| 1    | Baie-Mahault - PTP   | 27.906      | 46,02           | 606      |
| 2    | Petit-Bourg          | 21.153      | 130,88          | 162      |
| 3    | Sainte-Rose          | 19.989      | 119,65          | 167      |
| 4    | Capesterre-Belle-Eau | 19.610      | 104,31          | 188      |
| 5    | Lamentin             | 15.738      | 65,63           | 240      |
| 6    | Basse-Terre - BTR    | 12.834      | 5,78            | 2.220    |
| 7    | Saint-Claude - BTR   | 10.502      | 34,27           | 306      |
| 8    | Trois-Rivières       | 8.864       | 31,22           | 284      |
| 9    | Gourbeyre - BTR      | 8.033       | 23,52           | 342      |
| 10   | Vieux-Habitants      | 7.675       | 58,70           | 131      |
| 11   | Goyave               | 7.575       | 60,91           | 124      |
| 12   | Bouillante           | 7.511       | 43,46           | 173      |
| 13   | Pointe-Noire         | 7.149       | 59,71           | 120      |
| 14   | Baillif - BTR        | 6.086       | 24,37           | 250      |
| 15   | Deshaies             | 4.287       | 32,15           | 133      |
| 16   | Vieux-Fort           | 1.749       | 7,24            | 242      |

## Galeria d'imatges

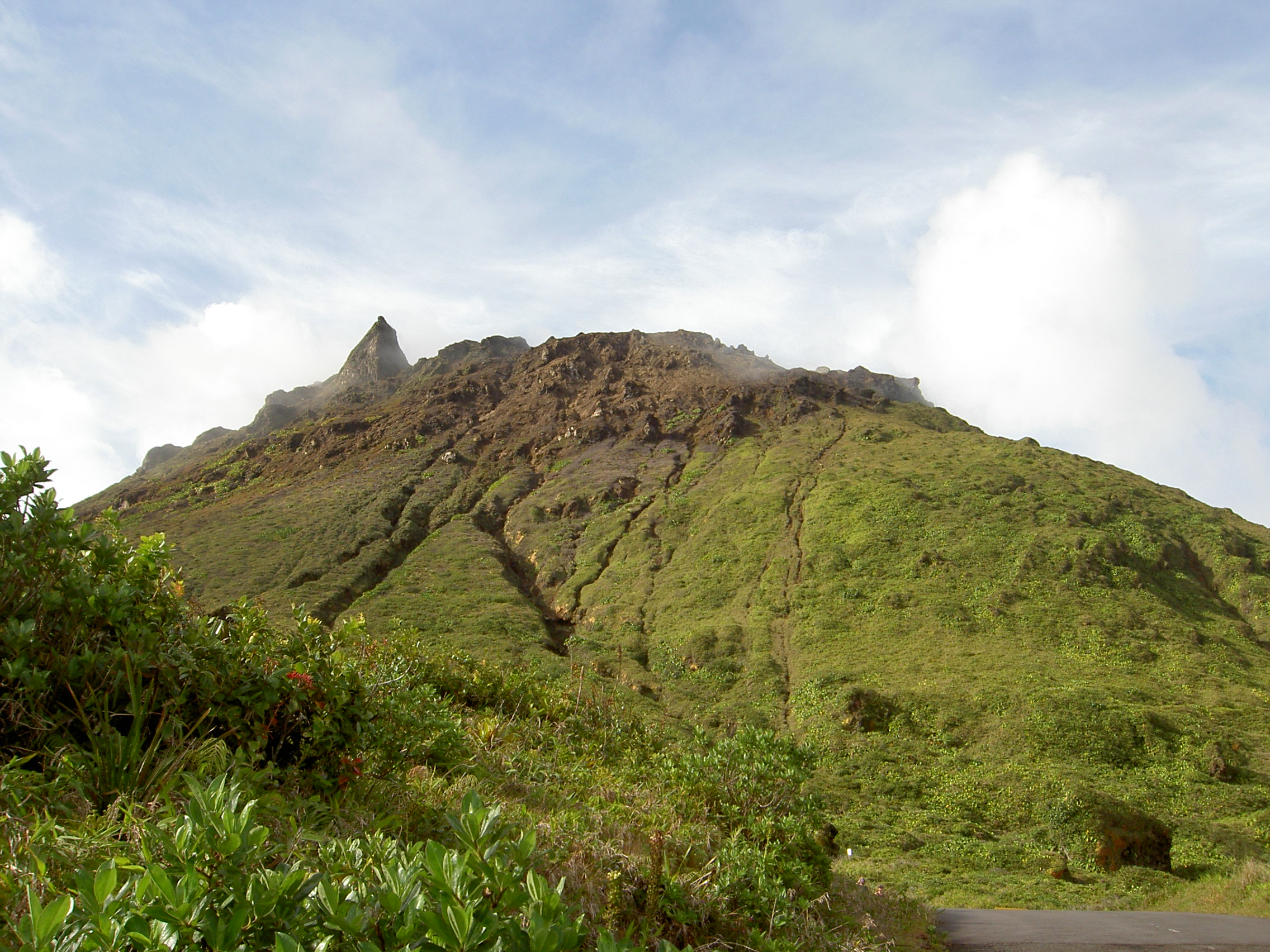
El volcà, la Grande Soufrière
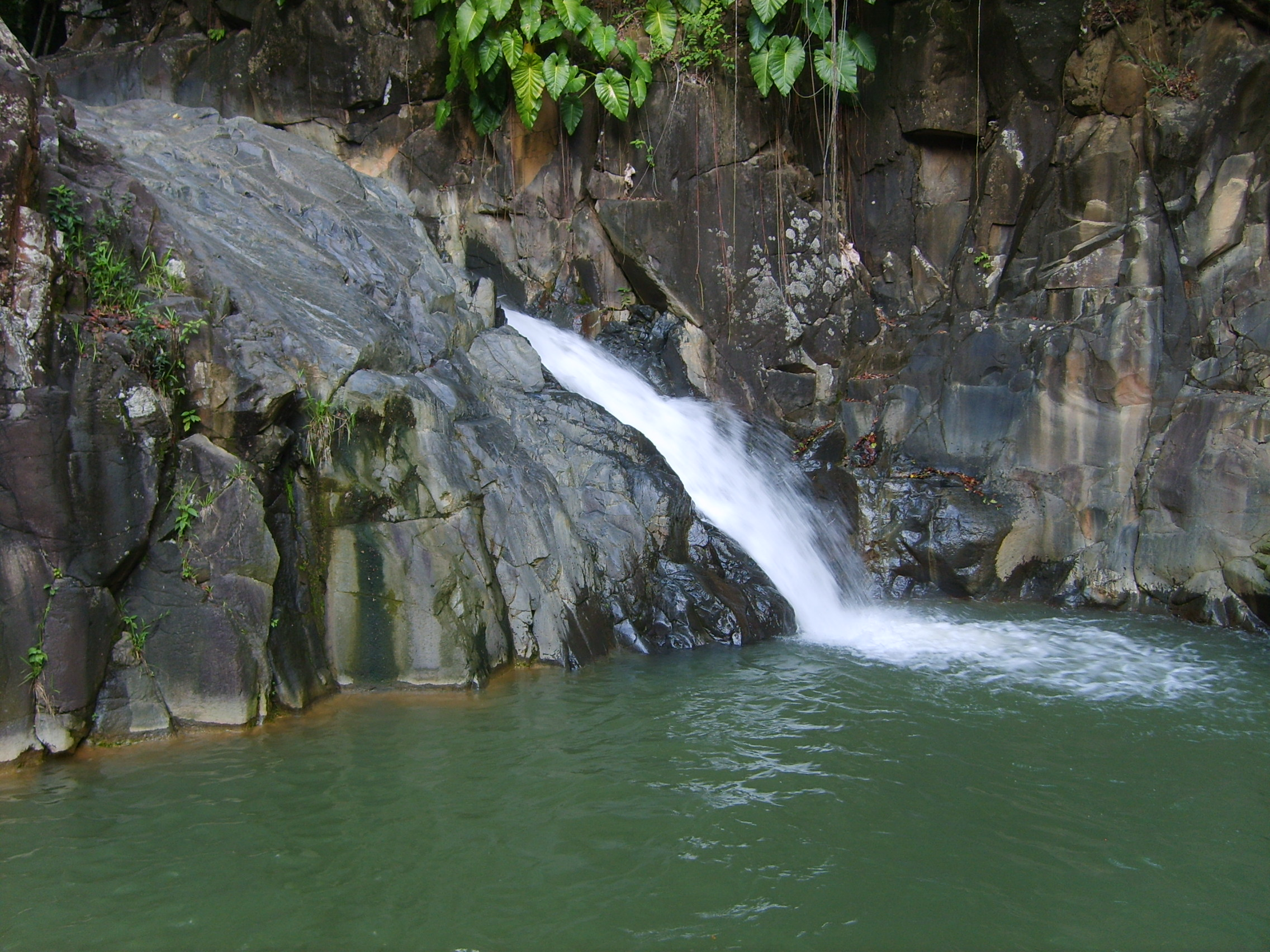
Un salt d'aigua
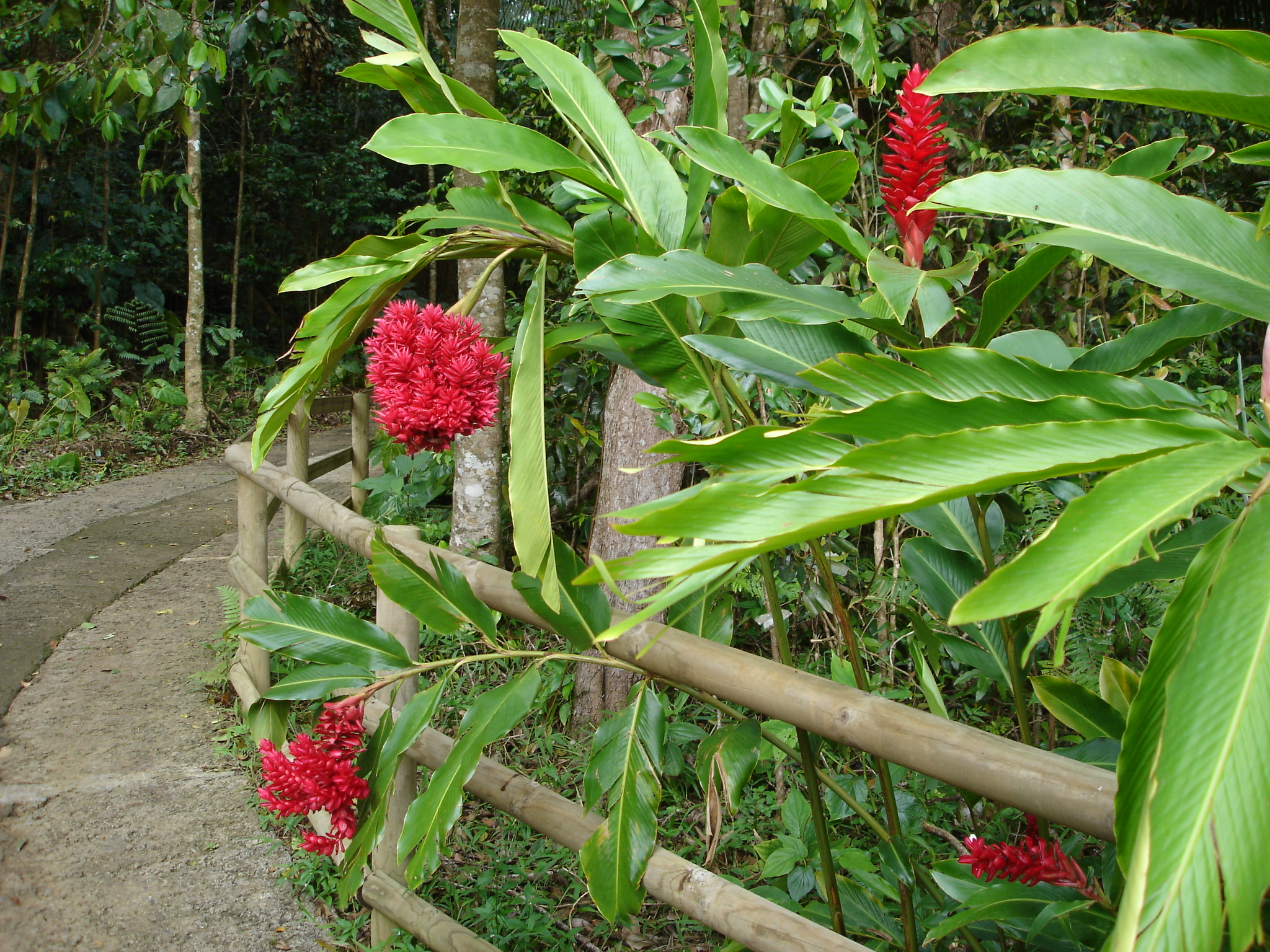
Flors a Basse-Terre
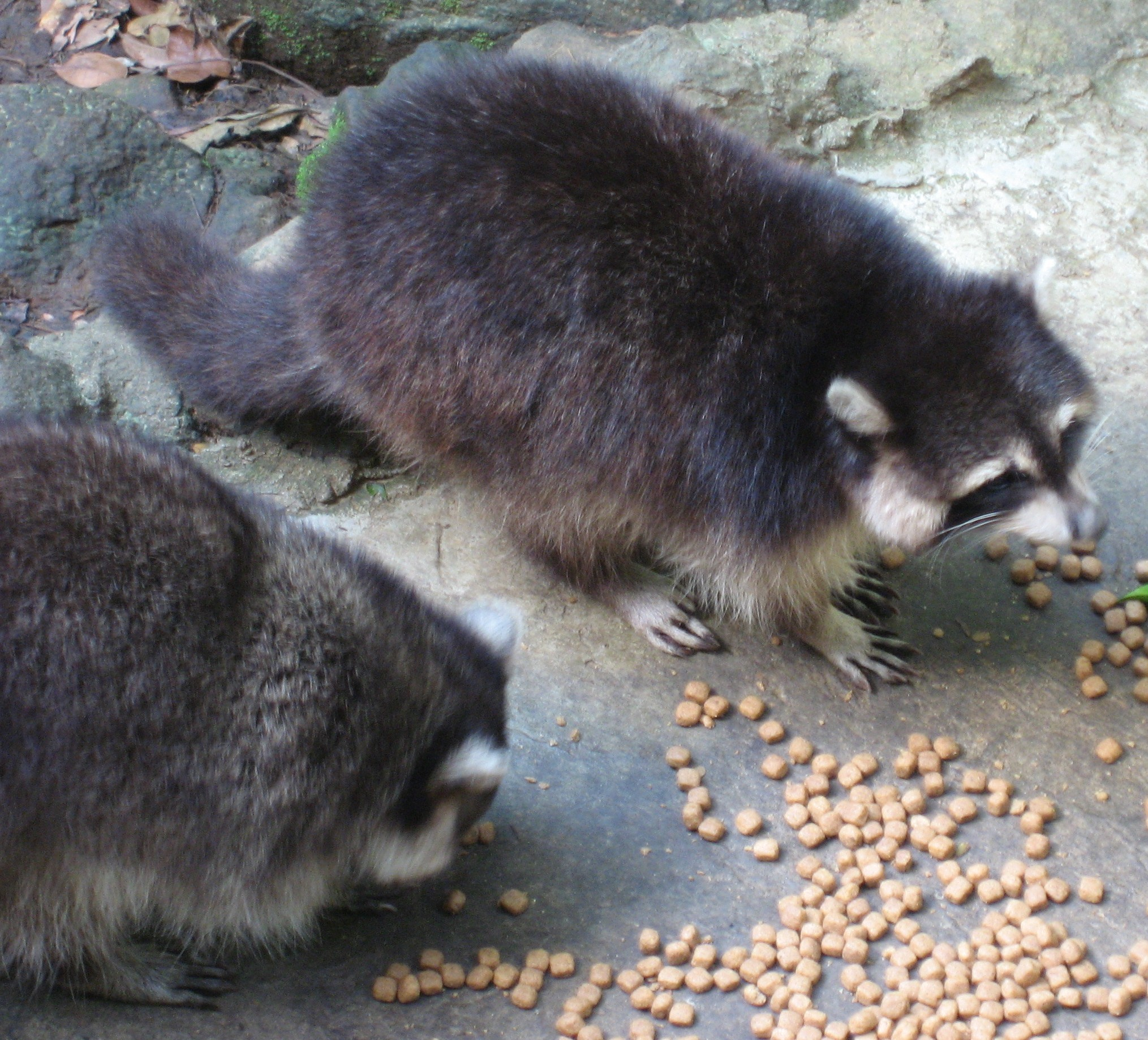
l'Ós rentador de Guadalupe